# ترويج مشترك
الترويج المشترك عبارة عن ممارسة تسويقية تتيح لشركتين أو أكثر دمج قوى المبيعات بهدف الترويج لمنتج ما تحت اسم العلامة التجارية والسعر نفسه عن طريق إستراتيجية تسويقية واحدة. يُعتبر أحد الشكلين الرئيسيين للسوق المشتركة (كالب 1988)، بينما يُعتبر التسويق المشترك الشكل الآخر، وعادة ما يُخلط بين هذين المصطلحين. يُطبق الترويج المشترك عن طريق اتفاقية (اتفاقية الترويج المشترك) التي تتطلب الكثير من التعاون بين الأقسام الترويجية والتسويقية للشركتين. عادة ما يملك أحد الشريكين رخصة لاستثمار المنتج، بينما يكون الآخر هو المبادر أو المرخص. يساعد الترويج المشترك أقسام الشركة الأقل تطورًا لتغطيها مواطن قوة أقسام الشركة الشريكة، وبالتالي زيادة شعبية المنتج في السوق. يزداد انتباه المستهلك عن طريق الترويج المشترك، وهو إستراتيجية تعاونية. إنه طريقة من طرق الاستثمار المشترك للمنتجات.

## الخصائص
غالبًا ما تكون العديد من الاستراتيجيات التسويقية مربكة. تكون العناصر التي تميز الترويج المشترك عن غيره من الممارسات التسويقية كالتالي:
- تحدث على مستوى وطني، ويكون لها تأثير أفضل على المدى القصير.
- تُعتبر إستراتيجية غير تنافسية.
- تحدث ضمن إطار علامة تجارية واحدة، وتُطبق الصورة على الشركتين (علامة تجارية واحدة، ولكن بقوتين تسويقيتين).
- تنطوي على تسويق كبير.
- عادة ما تُحدد الشركات الأصغر متطلبات الترويج المشترك.[4]

يُعرف الترويج المشترك أيضًا بتقديمه دفعات محتملة كبيرة، ويُعد نمط الاتفاقية الأكثر جاذبية بالنسبة إلى مرخصي الداخل والخارج مقارنة بأشكال أخرى من الاتفاقيات مثل التسويق المشترك. تميل اتفاقيات الترويج المشترك أيضًا لتكون أكثر مرونة لأنه بإمكان الشركاء اتخاذ القرار بشأن طريقة الدفع التي يفضلونها. على سبيل المثال، يمكن للشركاء الاختيار بين مشاركة الأرباح دون الحصول على عوائد الملكية الفكرية أو عوائد أعلى على المبيعات.

## الاتفاقية

### كيفية عملها
تحدد الشركات الباحثة عن شريك نقاط قوتها وضعفها، وتوافق على مشاركة الجهود الترويجية. عادة ما يصنّع مالك المنتج منتجه ويستخدم العلامة التجارية الخاصة بالشركة الأخرى. تُقسم أرباح المبيعات الناتجة عن الجهود الترويجية المشتركة وفقًا لكمية الجهد المبذول من قبل الشركاء.

### التخطيط للاتفاقية
ترمز اتفاقيات الترويج المشترك إلى خيارات جذابة للشركات الأقل تطورًا التي تريد السيطرة على هدف منتجها، لكن تكون أنماط الاتفاقيات هذه أكثر تعقيدًا بكثير من الحالة التي تأخذ فيها الشركة على عاتقها مسؤولية التطوير والمتاجرة. نتيجة لذلك، تتطلب اتفاقيات التعاون هذه تخطيطًا شاملًا، واتفاقيات مفصلة، وعليها أن تأخذ بعين الاعتبار عددًا من العوامل الرئيسية مثل:
- النمذجة والتنبؤ المالي:

تقاسم عائدات المنتج والمصاريف عن طريق بناء نماذج للتكلفة. يجب القيام بتغطية العوامل المالية مثل تخصيص التكاليف والنفقات الترويجية، تحمل التفاصيل كمًا ونوعًا مسؤولية تدريب قوى المبيعات، ومراقبة النفقات الترويجية ومراجعتها.
- العلاقة بين الشركتين الشريكتين:

يجب أن يفهم الجميع في الشركة في كل الأقسام مثل الإدارة العليا، ومجلس الإدارة، ومديري المشروع أن رأس مال الشركة وثروتها سيتركزان على الشراكة. من المهم أن تؤكد مع شريكك على وجود فلسفة تشاركية.
- التخطيط لمجموعة من النتائج:

مثل أي قرارات أخرى مهمة في الشركة، يجب تقييم المواقف والاستراتيجيات المختلفة، يجب أن تحتوي الشركات على نقاشات داخلية مكثفة لمواجهة عدة أسئلة مهمة: لماذا تعد هذه الصفقة المطروحة مهمة للشركة؟ إلى أين نريد أن توصلنا هذه الصفقة؟ كيف تلائم الصفقة المطروحة أهداف الشركة على المدى الطويل والمدى القصير؟
- البدائل

عند أخذ صفقة ترويج مشترك بعين الاعتبار، على الشركة أن تفكر في احتمالات ممكنة أخرى لزيادة المرونة على المدى البعيد، مثل الاحتفاظ بحقوق الترويج المشترك كخيار، بدلًا من الالتزام الدائم.